# Liolaemus lutzae
Liolaemus lutzae är en ödleart som beskrevs av  Mertens 1938. Liolaemus lutzae ingår i släktet Liolaemus och familjen Tropiduridae. IUCN kategoriserar arten globalt som sårbar. Inga underarter finns listade i Catalogue of Life.